# Gabriela Marcinková

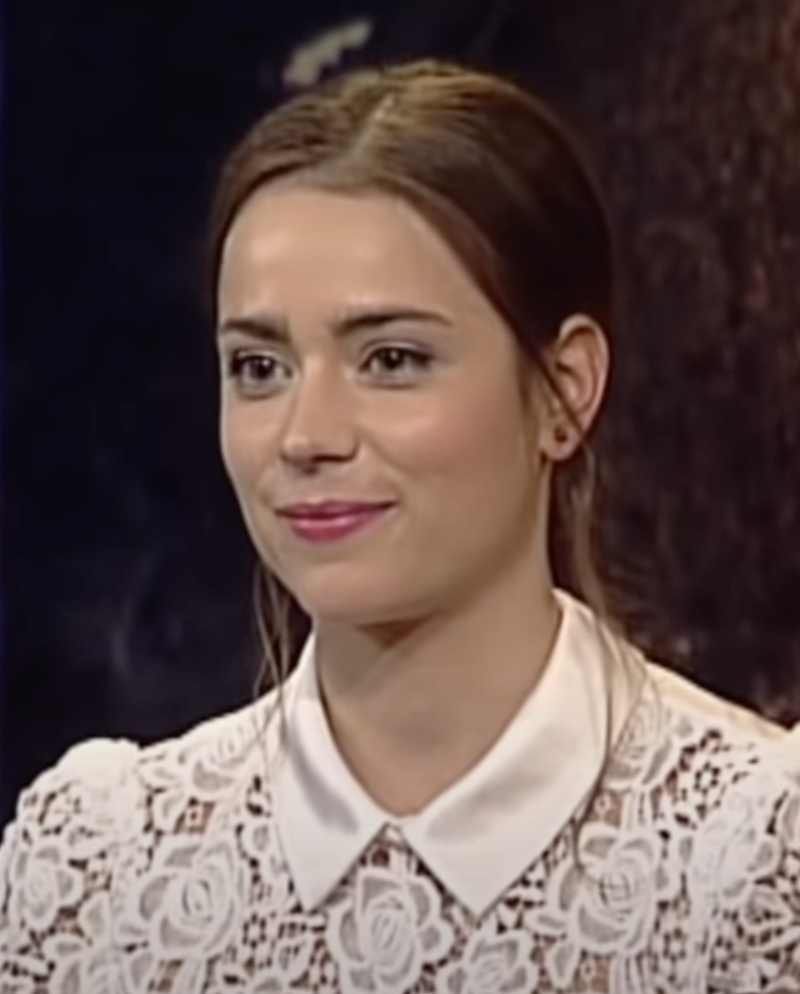
Gabriela Marcinková, 2013

Gabriela Marcinková (* 2. April 1988 in Košice, Tschechoslowakei) ist eine slowakische Schauspielerin.

## Leben und Karriere
Trotz ihrer slowakischen Herkunft spielt sie den überwiegenden Teil ihrer Rollen auf Tschechisch.
Der 2008 in Tschechien produzierte Film Sofie a ukradený poklad stellte ihre erste Rolle in einer TV-Produktion dar. Bekanntheit bei einem größeren Publikum erlangte sie 2011 durch den Film 360. Im Jahr 2012 spielte sie neben Alexandra Maria Lara und Mads Mikkelsen im interaktiven Roadmovie Move On mit.

## Filmografie (Auswahl)
- 2008: Sofie a ukradený poklad (TV)
- 2010: Neříkej hop (Kurzfilm)
- 2011: 360
- 2012: Move On
- 2012: Byzantium
- 2012: Room 4024 (Kurzfilm)
- 2015: Vojtech
- 2016: Angriff der Lederhosenzombies
- 2018: Duverný neprítel
- 2018: Doktor Martin: Záhada v Beskydech
- 2019: Stastny novy rok
- 2020: Scumbag
- 2020: Matky
- seit 2020: Pán profesor (Fernsehserie)